# Рыбежно (посёлок)
Рыбежно — посёлок в Пашском сельском поселении Волховского района Ленинградской области.

## История
На карте Ленинградской области Северо-западного аэрогеодезического треста ГГУ издания 1932 года на месте современного посёлка обозначены безымянные хутора.

Посёлок Рыбежно на карте 1940 года

По данным 1966 года посёлок Рыбежно в составе Волховского района не значился.
По данным 1973 года посёлок Рыбежно входил в состав Пашского сельсовета.
По данным 1990 года посёлок Рыбежно являлся административным центром Рыбежского сельсовета в состав которого входили 17 населённых пунктов: деревни Балдино, Большая Весь, Главная Запань, Емское, Колголемо, Лукина Изба, Малая Весь, Николаевщина, Новая, Новозотовская, Папоротно, Рыбежно, Смелково, Тайбольское, Усть-Рыбежно, Химучасток и посёлок Рыбежно, общей численностью населения 1082 человека. В посёлке Рыбежно проживали 264 человека.
В 1997 году в посёлке Рыбежно Рыбежской волости проживали 238 человек, в 2002 году — 174 человека (русские — 99 %).
В 2007 году в посёлке Рыбежно Пашского СП — 207, в 2010 году — 211 человек.

## География
Посёлок расположен в северо-восточной части района на автодороге 41К-021 (Паша — Часовенское — Кайвакса).
Расстояние до административного центра поселения — 10 км. Расстояние до районного центра — 90 км.
Расстояние до ближайшей железнодорожной станции Паша — 8 км.
Находится на правом берегу реки Паша близ устья реки Рыбежка.

## Демография
| 2002 | 2007 | 2010 | 2012 | 2017 |
| ---- | ---- | ---- | ---- | ---- |
| 174  | ↗207 | ↗211 | ↘197 | →197 |

### Национальный состав
Согласно данным Всероссийской переписи населения 2021 года в посёлке проживали 117 человек, все русские.

## Улицы
Клубная, Лесная, Профсоюзная, Рейдовая, Школьная.